# Cecil Woodham-Smith
Cecil Woodham-Smith (Tenby, 29 aprile 1896 – Londra, 16 marzo 1977) è stata una storica e biografa britannica.
Cecil Blanche FitzGerald nacque a Tanby nel Galles. La madre, Blanche Elizabeth Philipps, era gallese e tra i suoi antenati vi era Thomas Picton, generale gallese morto nella Battaglia di Waterloo.  Il padre, James FitzGerald era invece irlandese, colonnello dell'Esercito anglo-indiano e discendente dal rivoluzionario Edward FitzGerald che fu tra i protagonisti della Rivolta irlandese del 1798.

## Formazione
Frequentò la Royal School for Officers' Daughters a Bath dalla quale venne espulsa quando se ne assentò ingiustificatamente per andare a Londra a visitare la National Gallery. Completò gli studi in un convento in Francia per poi frequentare il St Hilda's College a Oxford dove si laureò nel 1917 nonostante una sospensione per aver preso parte ad una manifestazione. Completati gli studi iniziò a lavorare in un'agenzia pubblicitaria.
Il 3 aprile del 1928 sposò l'avvocato londinese George Ivon Woodham-Smith. Woodham-Smith si occupò della residenza londinese e della casa di campagna, fino al 1942 quando i due figli iniziarono a frequentare il collegio si limitò a scrivere qualche articolo, racconti brevi e a pubblicare tre romanzi con lo pseudonimo Janet Gordon (April Sky nel 1938, Tennis Star nel 1939 e Just Off Bond Street nel 1940).

## Carriera letteraria
Nel 1942, in occasione di una cena impressionò l'editore e bibliofilo Michael Sadleir con la sua vasta conoscenza della vita e delle opere di Florence Nightingale tanto che questi le consigliò di scrivere un libro. Woodham-Smith cominciò una meticolosa ricerca, resa complicata dalla seconda guerra mondiale, della documentazione sulla vita di Florence Nightingale e otto anni dopo, nel 1950, ne pubblicò la biografia intitolata Lonely Crusader: The Life of Florence Nightingale. Il libro vinse il James Tait Black Memorial Prize nel 1950.
Nel libro Woodham-Smith descrive in modo impietoso le difficoltà incontrate da Florence Nightingale nel perseguire la sua vocazione e il contrasto tra le sue aspirazioni e competenze e i limiti e le aspettative di ruolo imposti dalla società vittoriana e dalla sua stessa famiglia. Nella biografia Woodham-Smith descrive il costo in termini di salute fisica e psichica pagato da Nightingale per raggiungere alcuni dei suoi obiettivi e la sua frustrazione per non averne raggiunti altri. L'indipendenza di Woodham-Smith dall'accademia, se da un lato fu criticata dall'altro le permise una libertà di scrittura e di approfondimento delle tematiche per lei più interessanti. Il testo non fu esente da critiche, nel 1959 venne pubblicato un articolo che mette in evidenza alcune inesattezze storiche riguardanti episodi della guerra di Crimea.
Il suo secondo libro storico fu The Reason Why dedicato alla carica della brigata leggera del 25 ottobre 1854 nella Battaglia di Balaklava, una débâcle della storia militare britannica nella guerra di Crimea. Il libro venne ben accolto dalla critica tanto che fu necessario annullare la puntata della trasmissione letteraria Author meet the critics perché non vi erano voci critiche nei confronti del testo. The Reason Why rimase nella classifica dei best-seller del New York Times fino al 1965, tredici anni dopo la pubblicazione.
L'opera successiva fu il libro sulla grande carestia irlandese, The Great Hunger pubblicato nel 1962 e che fu subito un successo di vendite anche negli Stati Uniti e in Irlanda. Il testo fu accolto con pareri contrastanti dal mondo accademico, da un lato l'autrice fu accusata di essere troppo poco asettica, di avere una visione parziale e di aver limitato la ricerca ad alcune contee dell'Irlanda dall'altro le venne riconosciuto il meticoloso lavoro di documentazione e di ricerca negli archivi. Nonostante i suoi difetti The Great Hunger è tuttora considerato uno dei testi di riferimento sulla carestia irlandese.
Nel 1972 pubblicò il primo volume della biografia della regina Vittoria intitolato Queen Victoria: From Her Birth to the Death of the Prince Consort, Woodham-Smith non riuscì a completare il secondo volume, morì a Londra nel 1977.

## Onorificenze e riconoscimenti
- Nel 1960 le venne conferito il titolo di Commendatore dell'Ordine dell'Impero Britannico (CBE)
- Nel 1964 le venne conferita la laurea honoris causa dall'Università Nazionale d'Irlanda e nel 1965 dall'Università di St Andrews.[2]
- Nel 1969 le venne conferita la Benson Medal dalla Royal Society of Literature[9]
- Nel 1999 Florence Nightingale è stato incluso dal New York Times nella lista dei 100 libri di saggistica del secolo.[10]

## Opere
- Lonely Crusader: The Life of Florence Nightingale, 1950.
- The Reason Why: The Story of the Fatal Charge of the Light Brigade, 1953.
- The Great Hunger: Ireland 1845-1849, 1962.
- Queen Victoria: From Her Birth to the Death of the Prince Consort, 1972.